# Tomocichla
Tomocichla Regan, 1908 è un genere di pesci d'acqua dolce appartenente alla famiglia Cichlidae, sottofamiglia Cichlasomatinae.

## Distribuzione e habitat
Queste specie sono diffuse in America centrale.

## Descrizione
La lunghezza massima si assesta sui 25-30 cm, secondo la specie.

## Specie
Il genere comprende 3 specie:
- Tomocichla asfraci
- Tomocichla sieboldii
- Tomocichla tuba